# Корнийчук, Евгений Владимирович
Евге́ний Влади́мирович Корнийчу́к (укр. Євген Володимирович Корнійчук; род. 18 октября 1966, Винница) — украинский политик. Чрезвычайный и полномочный посол Украины в Израиле (с 2020), народный депутат Украины V и VI созывов, 1-й заместитель министра юстиции Украины (с ноября 2007 по март 2010 года). Экс-председатель Украинской социал-демократической партии.

## Образование
В 1987 году окончил Минское высшее военно-политическое училище. В 1996 году окончил Киевский университет им. Т. Г. Шевченко, юрист, а в 1998 году — Школу Южного методистского университета (шт. Техас, США), магистр права.

## Биография
В 1987—1992 годах — проходил службу в армии.
В 1992—2000 годах — старший консультант Министерства юстиции Украины, консул Украины в Нью-Йорке. 
В 1997—1998 годах — секретарь судьи Верховного суда Джерри Бушмейера, Северный округ Техаса, США. Работал заведующим отдела международных договоров МИД Украины, с 2000 года — старшим преподавателем Дипломатической академии при МИД Украины, старшим партнёром юридической фирмы «Магистр & Партнёры».

## Политическая деятельность
В апреле 2006 года избран депутатом Киевской городской рады. Председатель Киевской городской организации УСДП (с марта 2005 года).
Народный депутат Украины V созыва (апрель 2006 — июнь 2007) от Блока Юлии Тимошенко, № 113 в списке. 
С июля 2006 года — 1-й заместитель председателя Комитета по вопросам правовой политики. Сложил депутатские полномочия 15 июня 2007 года.
В ноябре 2006 года на партийном съезде избран председателем УСДП и занимал данный пост до декабря 2011.
Народный депутат Украины 6-го созыва с ноября 2007 года от Блока Юлии Тимошенко, № 10 в списке.
Член Киевской городской коллегии адвокатов, Украино-американской ассоциации адвокатов. Отмечен в рейтинге «100 рекомендуемых юристов» издательства «Юридическая практика».
В мае 2008 года МИД России запретил Евгению Корнийчуку въезд на территорию России, что явилось ответом на запрет въезда Юрия Лужкова на территорию Украины.
22 декабря 2010 года Евгений Корнийчук был взят под стражу Генеральной прокуратурой Украины по обвинению в коррупционных действиях во время работы 1-м заместителем министра юстиции Украины.
15 февраля 2011 года следователь ГПУ сменил меру пресечения с ареста на подписку о невыезде.
В марте 2011 года Европейский суд по правам человека принял в производство жалобу Корнийчука о незаконности его задержания и ареста.
11 мая 2016 года Высший специализированный суд Украины вынес оправдательный приговор в деле экс-первого заместителя министра юстиции Украины Евгения Корнийчука. Коллегия судей ВССУ отклонила кассационную жалобу на приговор Печерского райсуда.
В январе 2018 года Европейский суд по правам человека в деле «Korniychuk v. Ukraine (no. 10042/11)» принял сторону Евгения Корнийчука, признав незаконным его арест в декабре 2010 года, поскольку он был проведён без судебного ордера. ЕСПЧ также обязал Украину выплатить Корнийчуку EUR 6,5 тыс нематериального ущерба.
10 сентября 2020 года президент Украины Владимир Зеленский своим указом № 385/2020 назначил Евгения Корнийчука чрезвычайным и полномочным послом в Государстве Израиль. Посол Израиля на Украине Йоэль Лион высоко оценил назначение Евгения Корнийчука послом Украины в Израиле и отметил, что уверен в том, что он будет хорошо представлять интересы Украины в Израиле. 16 ноября Евгений Корнийчук приступил к выполнению обязанностей посла, вручив копии Верительных грамот Главе государственного протокола МИД Израиля Гилу Хаскелю.

## Семья
В разводе.

## Дипломатический ранг
- Чрезвычайный и полномочный посланник второго класса (21 декабря 2024)[11].